# غونيسلك (كورنوال)
غونيسلك (بالإنجليزية: Gunnislake)‏ هي قرية تقع في المملكة المتحدة في كورنوال.